# ヴァシリー・エレメンコ
ヴァシリー・エレメンコ（Vasili Eremenko）は、ウクライナの男性フィギュアスケート選手。1991年世界ジュニア選手権男子シングルチャンピオン。

## 経歴
1990-1991年シーズン、ハンガリーのブダペストで開催された世界ジュニア選手権にソビエト連邦代表として出場し、優勝を果たした。同シーズン終了後、ソビエト連邦崩壊に伴いエフゲニー・プリウタらとともにウクライナ所属となった。
1991-1992年シーズン以降、シニアに活動の舞台を移したが、主要な国際競技会でメダルを取ることはなく、オリンピックにも出場することはなかった。1994-1995年シーズン、世界選手権と欧州選手権ともに初出場となったが、ドイツのドルトムントで行なわれた1995年欧州選手権では9位、イギリスのバーミンガムで行なわれた1995年世界選手権では13位に終わった。

## 主な戦績
| 大会/年       | 1990-91 | 1991-92 | 1992-93 | 1993-94 | 1994-95 |
| ------------- | ------- | ------- | ------- | ------- | ------- |
| 世界選手権    |         |         |         |         | 13      |
| 欧州選手権    |         |         |         |         | 9       |
| ラリック杯    |         |         |         |         | 6       |
| NHK杯         |         |         | 棄権    |         |         |
| 世界Jr.選手権 | 1       |         |         |         |         |